# NHK Trophy de 1993
NHK Trophy de 1993 foi a décima quarta edição do NHK Trophy, um evento anual de patinação artística no gelo organizado pela Federação Japonesa de Patinação (em japonês:  日本スケート連盟). A competição foi disputada na cidade de Chiba, Japão.

## Eventos
- Individual masculino
- Individual feminino
- Duplas
- Dança no gelo

## Medalhistas
| Evento                        | Ouro                                      | Prata                                              | Bronze                                           |
| Individual masculino detalhes | Philippe Candeloro · França               | Viacheslav Zagorodniuk · Ucrânia                   | Alexei Urmanov · Rússia                          |
| Individual feminino detalhes  | Surya Bonaly · França                     | Yuka Sato · Japão                                  | Lu Chen · China                                  |
| Duplas detalhes               | Isabelle Brasseur · Lloyd Eisler · Canadá | Radka Kovaříková · René Novotný · República Tcheca | Yukiko Kawasaki · Alexei Tikhonov · Japão        |
| Dança no gelo detalhes        | Oksana Grishuk · Evgeni Platov · Rússia   | Irina Romanova · Igor Yaroshenko · Ucrânia         | Aliki Stergiadu · Juris Razguliaev · Uzbequistão |

## Resultados

### Individual masculino
| Pos.              | Nome                   | Nacionalidade  | Pontos | PC | PL |
| ----------------- | ---------------------- | -------------- | ------ | -- | -- |
| Medalha de ouro   | Philippe Candeloro     | França         | 2.5    | 3  | 1  |
| Medalha de prata  | Viacheslav Zagorodniuk | Ucrânia        | 3.0    | 2  | 2  |
| Medalha de bronze | Alexei Urmanov         | Rússia         | 3.0    | 1  | 4  |
| 4                 | Masakazu Kagiyama      | Japão          | 5.0    | 4  | 3  |
| 5                 | Cornel Gheorghe        | Romênia        | 7.5    | 5  | 5  |
| 6                 | Tomoaki Koyama         | Japão          | 9.0    | 6  | 6  |
| 7                 | Marcus Christensen     | Canadá         | 12.0   | 10 | 7  |
| 8                 | Damon Allen            | Estados Unidos | 130    | 8  | 9  |
| 9                 | Sung-Il Jung           | Coreia do Sul  | 14.0   | 12 | 8  |
| 10                | David Liu              | Taipé Chinesa  | 14.5   | 9  | 10 |
| 11                | Zhongyi Jiao           | China          | 14.5   | 7  | 11 |
| 12                | Shin Amano             | Japão          | 17.5   | 11 | 12 |

### Individual feminino
| Pos.              | Nome               | Nacionalidade    | Pontos | PC | PL |
| ----------------- | ------------------ | ---------------- | ------ | -- | -- |
| Medalha de ouro   | Surya Bonaly       | França           | 2.5    | 3  | 1  |
| Medalha de prata  | Yuka Sato          | Japão            | 3.5    | 1  | 3  |
| Medalha de bronze | Lu Chen            | China            | 4.0    | 4  | 2  |
| 4                 | Tonya Harding      | Estados Unidos   | 7.5    | 7  | 4  |
| 5                 | Kumiko Koiwai      | Japão            | 8.0    | 5  | 5  |
| 6                 | Liudmila Ivanova   | Ucrânia          | 8.0    | 2  | 7  |
| 7                 | Karen Preston      | Canadá           | 8.5    | 5  | 6  |
| 8                 | Rena Inoue         | Japão            | 14.0   | 12 | 8  |
| 9                 | Bo Zhang           | China            | 14.5   | 11 | 9  |
| 10                | Tatiana Malinina   | Uzbequistão      | 15.0   | 10 | 10 |
| 11                | Laetitia Hubert    | França           | 15.5   | 9  | 11 |
| 12                | Kateřina Beránková | República Tcheca | 16.0   | 8  | 12 |

### Duplas
| Pos.              | Nome                              | Nacionalidade    | Pontos | PC | PL |
| ----------------- | --------------------------------- | ---------------- | ------ | -- | -- |
| Medalha de ouro   | Isabelle Brasseur / Lloyd Eisler  | Canadá           | 1.5    | 1  | 1  |
| Medalha de prata  | Radka Kovaříková / René Novotný   | República Tcheca | 3.0    | 2  | 2  |
| Medalha de bronze | Yukiko Kawasaki / Alexei Tikhonov | Japão            | 4.5    | 3  | 3  |
| 4                 | Oksana Kazakova / Dmitri Sukhanov | Rússia           | 6.5    | 5  | 4  |
| 5                 | Jamie Salé / Jason Turner         | Canadá           | 8.0    | 4  | 6  |
| 6                 | Shen Xue / Zhao Hongbo            | China            | 9.0    | 8  | 5  |
| 7                 | Jennifer Perez / John Frederiksen | Estados Unidos   | 10.0   | 6  | 7  |
| 8                 | Stephanie Stiegler / Lance Travis | Estados Unidos   | 11.5   | 7  | 8  |
| 9                 | Elena Tobiash / Sergei Smirnov    | Rússia           | 13.5   | 9  | 9  |

### Dança no gelo
| Pos.              | Nome                                      | Nacionalidade    | Pontos | DC1 | DC2 | DO | DL |
| ----------------- | ----------------------------------------- | ---------------- | ------ | --- | --- | -- | -- |
| Medalha de ouro   | Oksana Grishuk / Evgeni Platov            | Rússia           | 2.0    | 1   | 1   | 1  | 1  |
| Medalha de prata  | Irina Romanova / Igor Yaroshenko          | Ucrânia          | 4.0    | 2   | 2   | 2  | 2  |
| Medalha de bronze | Aliki Stergiadu / Juris Razguliaev        | Uzbequistão      | 6.4    | 4   | 3   | 3  | 3  |
| 4                 | Tatjana Navka / Samvel Gezalian           | Bielorrússia     | 7.6    | 3   | 4   | 4  | 4  |
| 5                 | Marina Anissina / Gwendal Peizerat        | França           | 10.0   | 5   | 5   | 5  | 5  |
| 6                 | Elizaveta Stekolnikova / Dmitri Kazarliga | Cazaquistão      | 12.0   | 6   | 6   | 6  | 6  |
| 7                 | Radmila Chrobokova / Milan Brzy           | República Tcheca | 14.4   | 8   | 7   | 7  | 7  |
| 8                 | Jennifer Boyce / Michel Brunet            | Canadá           | 15.6   | 7   | 8   | 8  | 8  |
| 9                 | Nakako Tsuzuki / Kazu Nakamura            | Japão            | 18.0   | 9   | 9   | 9  | 9  |
| 10                | Yuu-Hee Park / Jong-Hyun Ryu              | Coreia do Sul    | 20.0   | 10  | 10  | 10 | 10 |

## Quadro de medalhas
| Ordem | País             | Medalha de ouro | Medalha de prata | Medalha de bronze |    | Ordem por total |
| ----- | ---------------- | --------------- | ---------------- | ----------------- | -- | --------------- |
| 1     | França           | 2               |                  |                   | 2  | 1               |
| 2     | Rússia           | 1               |                  | 1                 | 2  | 1               |
| 3     | Canadá           | 1               |                  |                   | 1  | 5               |
| 4     | Ucrânia          |                 | 2                |                   | 2  | 1               |
| 5     | Japão            |                 | 1                | 1                 | 2  | 1               |
| 6     | República Tcheca |                 | 1                |                   | 1  | 5               |
| 7     | China            |                 |                  | 1                 | 1  | 5               |
| 7     | Uzbequistão      |                 |                  | 1                 | 1  | 5               |
| TOTAL | TOTAL            | 4               | 4                | 4                 | 12 | —               |